# Brachytalis fuscoalis
Brachytalis fuscoalis är en insektsart som beskrevs av Metcalf och Bruner. Brachytalis fuscoalis ingår i släktet Brachytalis och familjen hornstritar. Inga underarter finns listade i Catalogue of Life.